# 3 grosze polskie 1831
3 grosze polskie 1831 – moneta trzygroszowa Królestwa Polskiego okresu powstania listopadowego, bita stemplami przygotowanymi w wyniku decyzji Rządu Tymczasowego z 10 lutego 1831 r., według niezmienionego wagowo systemu monetarnego z 1 grudnia 1815 r., opartego na grzywnie kolońskiej. Wycofano ją z obiegu 1 czerwca 1838 r.

## Awers
Na tej stronie znajduje się ukoronowana dwudzielna tarcza, na której z lewej strony umieszczono polskiego orła, a z prawej pogoń litewską, u góry, w półkolu napis:

KRÓLESTWO POLSKIE

na samym dole znak intendenta mennicy w Warszawie – K.G. (Karola Gronaua). Dookoła znajduje się wypukły otok.
Orzeł na tarczy herbowej może mieć łapy proste albo zagięte.

## Rewers
Na tej stronie w wieńcu umieszczono nominał 3, pod nim napis „GROSZE”, poniżej „POLS•”, a pod nim rok bicia – 1831. Dookoła znajduje się wypukły otok. Istnieją monety bez kropki po POLS.

## Opis
Monetę bito w mennicy w Warszawie, w miedzi, na krążku o średnicy 25,2 mm, masie 8,57 grama, z otokiem, z rantem ząbkowanym, w nakładzie 1 111 774 sztuk.
Stopień rzadkości rozpoznawanych odmian trzygroszówki przedstawiono w tabeli:
|                       | Odmiana                                          | Stopień rzadkości | Liczba egzemplarzy | Zdjęcie |
| --------------------- | ------------------------------------------------ | ----------------- | ------------------ | ------- |
| 3 grosze polskie 1831 | łapy orła proste                                 | R                 | 80 001–400 000     |         |
| 3 grosze polskie 1831 | łapy orła proste brak kropki po POLS na rewersie | R2                | 3001–15 000        |         |
| 3 grosze polskie 1831 | łapy orła zagięte                                | R4                | 121–600            |         |